# اکولیتا (کالیفرنیا)
اکولیتا، کالیفرنیا (به انگلیسی: Acolita, California) یک محدوده ثبت‌نشده در ایالات متحده آمریکا است که در کالیفرنیا واقع شده‌است.

## خصوصیات
اکولیتا ۸۴ متر بالاتر از سطح دریا واقع شده‌است.